# Veit Hanns Schnorr von Carolsfeld

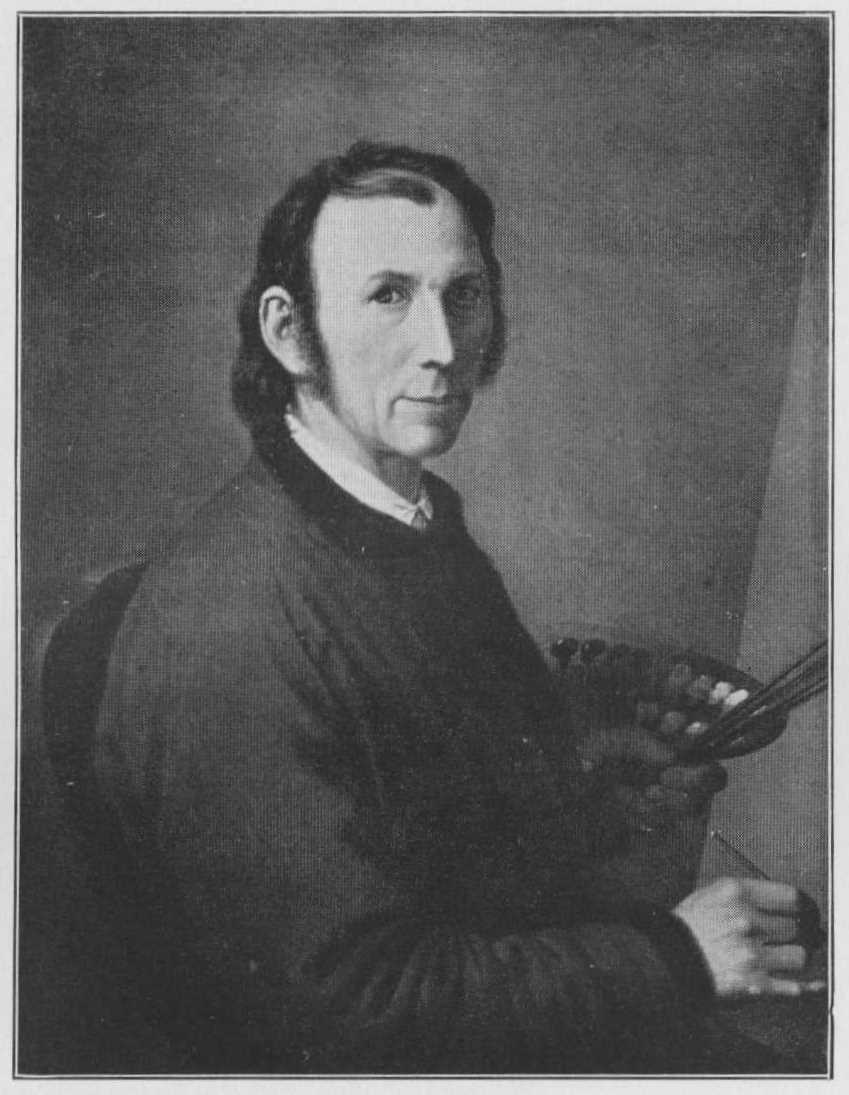
Selbstbildnis (1820)

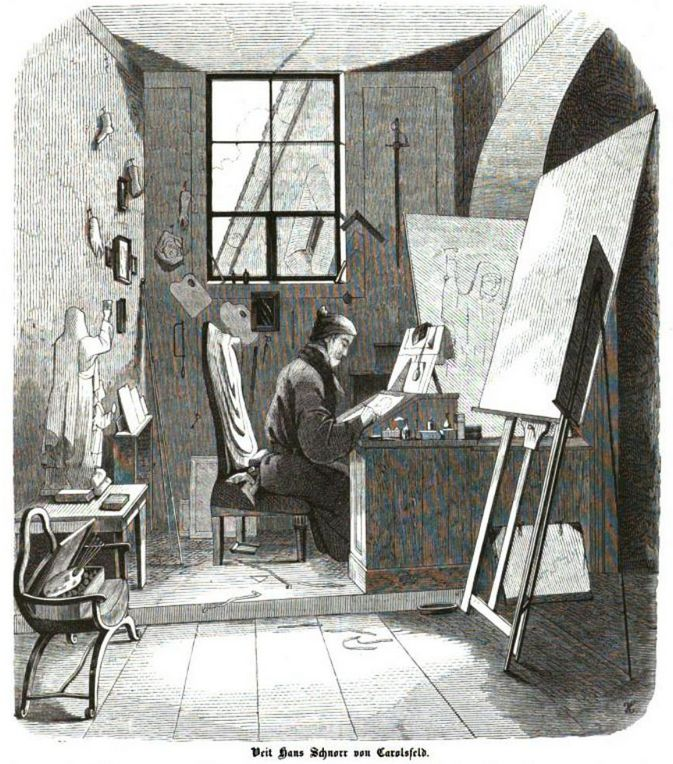
Der Künstler in der Leipziger Kunstakademie

Veit Hanns Friedrich Schnorr von Carolsfeld (* 11. Mai 1764 in Schneeberg; † 30. April 1841 in Leipzig) war ein deutscher Maler und Radierer.

## Leben
Schnorrs Vater Johann Gottlob Schnorr von Carolsfeld (1713–1788) war Ratsherr und Akziseinspektor in Schneeberg und er war das achte von 16 Kindern. Die Familie soll angeblich ursprünglich aus Schweden oder Island stammen, war allerdings schon seit mehreren Jahrhunderten in Schneeberg ansässig. Schnorrs Urgroßvater war der Unternehmer und Hammerherr Veit Hans Schnorr von Carolsfeld (1644–1715). Schnorr studierte ab 1784 Jura in Leipzig, wechselte aber 1788 zur Kunst. Er ging nach Königsberg und Ende 1789 nach Magdeburg, bevor er 1790 nach Leipzig zurückkehrte und bei Adam Friedrich Oeser studierte. Er malte Gemälde, illustrierte die Werke von Wieland und Klopstock (Oden) für den Verleger Göschen und war Theatermaler.
Schnorr gehörte zum Freundeskreis des Dichters Johann Gottfried Seume und begleitete diesen 1801 auf seiner Reise nach Syrakus (beschrieben in Spaziergang nach Syrakus), trennte sich aber schon in Wien von ihm. Seume beschrieb die Gründe für seine Wanderung durch Italien ohne weitere Begleitung damit, für einen Familienvater [wäre es] Tollkühnheit gewesen. Schnorr kehrte über Wien, Paris und Straßburg 1802 nach Leipzig zurück.
1803 wurde er Unterlehrer an der Kunstakademie zu Leipzig. Nach dem Tode von Johann Friedrich August Tischbein, wurde er 1816 Direktor der Leipziger Akademie und übte diese Funktion bis zu seinem Tode 1841 aus.
Schnorr war ein bedeutender Porträtmaler, er schuf u. a. Bildnisse von Seume (im Gleimhaus in Halberstadt, auch das von A. W. Böhm gestochene Titelkupfer der 3. Auflage der Gedichte Seumes ist nach seiner Vorlage), Immanuel Kant (Zeichnung, Dresdner Kupferstichkabinett) und Friedrich Rochlitz. Andere Gemälde waren nach zeitgenössischen Dichtungen. Von ihm gab es viele Radierungen und er lieferte auch Vorlagen für Skulpturen und schnitzte und modellierte selbst. Von ihm stammen auch Schriften zur Kunstpädagogik. Ein gemaltes Selbstporträt aus Privatbesitz war 1906 auf der Dresdner Jahrhundertausstellung.

## Familie
Zwei Söhne Schnorrs, aus erster Ehe, wurden ebenfalls bedeutende Maler:
- Julius Schnorr von Carolsfeld und
- Ludwig Ferdinand Schnorr von Carolsfeld

Die aus seiner ersten Ehe mit der Leipziger Kaufmannstochter Juliane Lange (1766–1815) stammende Tochter Ottilie (1792–1879) heiratete den Reformpädagogen Karl Justus Blochmann.
Aus der nach Auflösung der ersten geschlossenen zweiten Ehe mit Wilhelmine Irmisch stammte die Schriftstellerin Charlotte Krug, die Ehefrau von August Otto Krug.

## Werke
- Briefe über Zeichenkunst und Malerei. In: Zweites Toilettengeschenk für Damen. Leipzig 1806.
- Unterricht in der Zeichenkunst als ein Gegenstand der feineren Erziehung zur Bildung des Geschmacks für die höheren Stände. Leipzig 1810.
  - Kupfertafeln zur Zeichenschule (slub-dresden.de).
- Anmerkungen und Zusätze zur 3. Auflage des Spazierganges nach Syrakus. (in dem 1811 erschienenen 3. Teil von Seumes Buch)
- Meine Lebensgeschichte, zugleich als ein Sonst und Jetzt in einem Zeitraum von 55 Jahren, hrsg. von Otto Werner Förster, Taurus Verlag, Leipzig 2000.